# أبو القاسم الإسفراييني
أبو القاسم الإسفراييني (ت. 452 هـ) تلميذ أبي إسحاق الإسفراييني وأستاذ إمام الحرمين الجويني، وهو فقيه شافعي من أفاضل علماء عصره، ومن رؤوس الفقهاء والمتكلمين، ومن أصحاب الأشعري، وكان إمام مدرسة البيهقي، ويقوم بالتدريس والنظر والفتوى، ويلزم طريقة السلف في الزهد والورع. قال عنه تاج الدين السبكي في طبقات الشافعية الكبرى: «قال فيه عبد الغافر: شيخ جليل كبير، من أفاضل العصر ورءوس الفقهاء والمتكلمين، من أصحاب الأشعري، إمام دويرة البيهقي، له اللسان فِي النظر والتدريس، والتقدم في الفتوى، مع لزوم طريقة السلف، من الزهد والفقر والورع، كان عديم النظير في وقته، ما رئي مثله. قرأ عليه إمام الحرمين الأصول، وتخرج بطريقته، عاش عالِمًا عامِلًا».

## اسمه ونسبه
هو عبد الجبار بن علي بن محمد بن حسكان، المعروف بالإسكاف.

## مولده
لم تذكر كتب التراجم سنة مولده.

## شيوخه
أخذ عن أبي إسحاق الإسفراييني، وقد سمع من عبد الله بن يوسف الأصبهاني، وجماعة.

## تلاميذه
روى عنه أبو سعيد بن أبي ناصر وغيره. ومن أعظم تلاميذه إمام الحرمين أبو المعالي الجويني أخذ عنه أصول الدين وعلم الكلام، وكان له عليه أثر قوي في التحصيل، حيث تلقى منه في مدرسة البيهقي، وكان إمام الحرمين معجبا بالإسفراييني أشد الإعجاب حيث كان يواظب على مجلسه، وكان يصل الليل بالنهار في التحصيل. قال الجويني: «كنت علقت عليه في الأصول أجزاء معدودة، وطالعت في نفسي مائة مجلدة».

## مصنفاته
ذكرت كتب التراجم على الجملة أن له مصنفات في الأصلين (أصول الدين وأصول الفقه) وفي الجدل.

## وفاته
توفي يوم الاثنين في الثامن والعشرين من شهر صفر سنة 452 هـ.